# Yves Baratet
Yves Baratet, né le 15 avril 1964 à Marmande, est un entraîneur français et ancien joueur de basket-ball.

## Biographie
Il est entraîneur de l'ASVEL, succédant à Claude Bergeaud dont il est l'assistant comme entraîneur de l’équipe de France.

## Carrière

### Joueur
- 1982-1985 : Tonneins (Nationale 3)
- 1985-1986 : Jeanne d'Arc Dijon Bourgogne (Nationale 2)
- 1986-1989 : Auch (Nationale 3)

### Entraîneur de club
- 1989-1995 : Valence-sur-Baïse (Nationale 2)
- 1995-2005 : Valence Condom (Nationale 2 et Nationale 1)
- 2005-2006 : ASVEL (Pro A) (Assistant)
- 2006-2008 : ASVEL (Pro A (Coach principal) )

### Entraîneur (adjoint) de l'équipe de France
il est assistant de l’entraîneur depuis 2005, à ce titre il participe au championnat du Monde en 2006 (Japon) et au championnat d’Europe en 2005 (Serbie).

## Palmarès

### Entraîneur de club
- Quart de finaliste de la Coupe ULEB en 2006
- Vainqueur de la coupe de France 2008
- Demi-finaliste de la Semaine des As 2006

### Entraîneur (adjoint) de l’équipe de France
- Médaille de bronze au Championnat d’Europe en 2005 (Serbie)